# Perete (arhitectură)

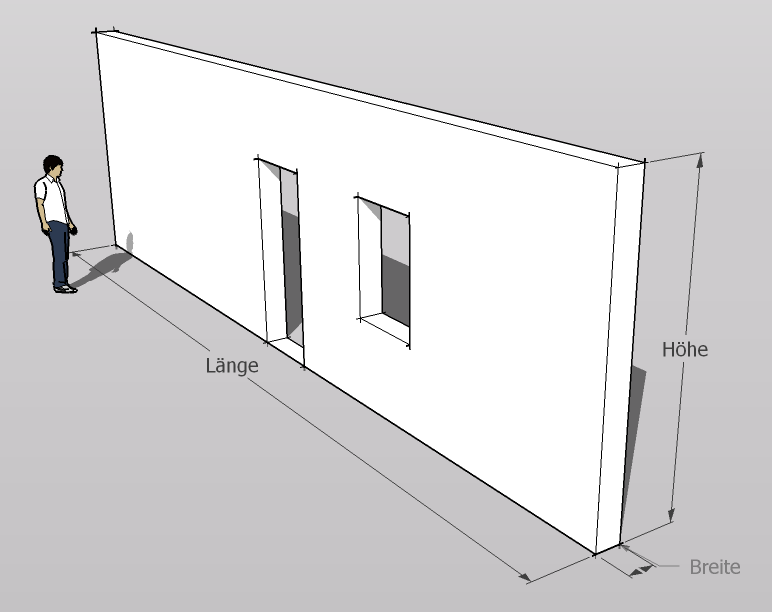
Schița unui perete

În construcții un perete este un element arhitectural plan, construit vertical (sau puțin înclinat), care limitează, separă sau izolează încăperile unei clădiri între ele sau de exterior și care susține planșeele, etajele și acoperișul. Astfel, camerele unei case sunt delimitate prin pereți, podele și tavane.
Pereții unei camere pot fi făcuți din zid de cărămidă, beton, lemn, material plastic, sticlă, etc. Ca extensie un perete are dimensiuni sensibil mai mari în lungime și înălțime decât în profunzime (grosime). Principial un spațiu interior care este definit de pereți, podea și tavan este considerat un spațiu închis. În pereți este important să fie prevăzute uși și ferestre  pentru acces, aerisire, lumină. Este o deosebire clară între perete arhitectural și zid:
- Zidurile au fost construite și folosite frecvent pentru apărare.
- Zidurile sunt confecționate din piatră sau cărămidă, pereții  sunt făcuți și din lemn, placaj, sticlă, etc.
- Un perete este considerat o delimitare, separare, în timp ce un zid este un obstacol.